# Exoprosopa hypargyroides
Exoprosopa hypargyroides är en tvåvingeart som beskrevs av Hesse 1956. Exoprosopa hypargyroides ingår i släktet Exoprosopa och familjen svävflugor. Inga underarter finns listade i Catalogue of Life.